# Heinz Isterheil
Heinz Isterheil (* als Heinz Erich Israel 7. Mai 1914 in Dresden; † 20. Januar 1990 in Magdeburg) war ein deutscher Schauspieler und Theaterintendant.

## Leben
In Meiningen besuchte er das Gymnasium Bernhardinum. Anschließend studierte er von 1932 bis 1938 an den Universitäten von Tübingen, München, Jena und Köln, hier bei Carl Niessen, Theaterwissenschaften. 1936 ließ er seinen Nachnamen Israel in die „urkundlich alte Form ‚Isterheil‘ zurückführen“.
Von 1938 bis 1941 wirkte er als Dramaturg, Spielleiter und Schauspieler am Landestheater Beuthen, 1941 als Chefdramaturg und Spielleiter am Stadttheater Karlsbad, dann war er Kriegsteilnehmer und geriet in Gefangenschaft.
Nach dem Zweiten Weltkrieg konnte er am Landestheater Meiningen von 1945 bis 1950 als Chefdramaturg, Spielleiter und Schauspieler seine Laufbahn fortsetzen. Von 1950 bis 1951 war er Intendant in Staßfurt, von 1951 bis 1952 Schauspieler und Spielleiter am Deutschen Theater Berlin, von 1952 bis 1957 Intendant am Kleist-Theater Frankfurt (Oder) und anschließend bis 1968 Generalintendant der Städtischen Bühnen in Magdeburg.
Isterheil arbeitete in zahlreichen Produktionen der DEFA mit. Filme wie Der Hauptmann von Köln oder Seilergasse 8 machten ihn bekannt. In Fernsehrollen war er unter anderem in Tempel des Satans und Die Bombe zu sehen.

## Filmografie (Auswahl)
- 1956: Der Hauptmann von Köln
- 1957: Schlösser und Katen
- 1960: Seilergasse 8
- 1961: Der Fall Gleiwitz
- 1961: Die Bombe (TV), auch Regie
- 1962: Wohl dem, der lügt (Fernsehfilm)
- 1962: Tempel des Satans (TV)
- 1962: Esther (TV)
- 1963: Zwischenbilanz (TV)
- 1966: Ohne Kampf kein Sieg (TV)

## Theater
- 1952: Maxim Gorki: Jegor Bulytschow und die Anderen – Regie: Hans Jungbauer (Deutsches Theater Berlin)